# Tarnowo Podgórne (gmina)
Tarnowo Podgórne – gmina wiejska w województwie wielkopolskim, w powiecie poznańskim. W latach 1975–1998 gmina położona była w województwie poznańskim. Jedna z najbogatszych gmin w Polsce.
Siedziba gminy to Tarnowo Podgórne.
Według danych z 2018 roku gminę zamieszkiwało 26 136 osób.

## Struktura powierzchni
Według danych z roku 2002 gmina Tarnowo Podgórne ma obszar 101,4 km², w tym:
- użytki rolne: 79%
- użytki leśne: 7%

Gmina stanowi 5,34% powierzchni powiatu.

## Demografia

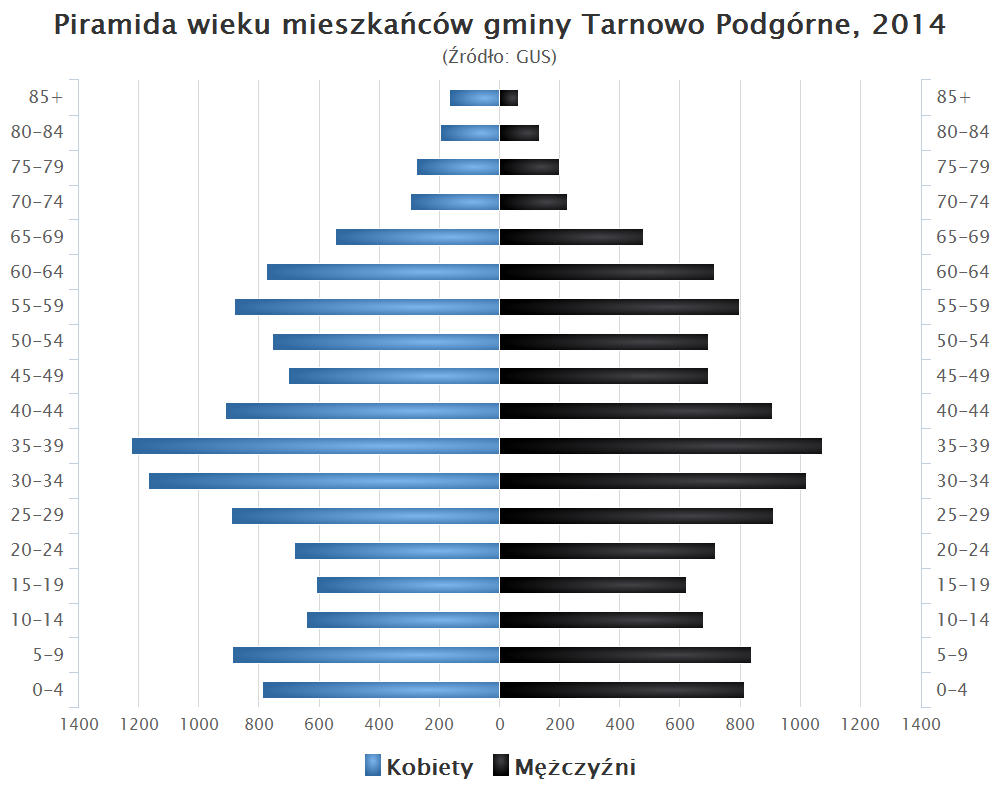
Piramida wieku mieszkańców gminy Tarnowo Podgórne w 2014 roku

Dane z 2018 roku:
| Opis                              | Ogółem | Ogółem | Kobiety | Kobiety | Mężczyźni | Mężczyźni |
| --------------------------------- | ------ | ------ | ------- | ------- | --------- | --------- |
| jednostka                         | osób   | %      | osób    | %       | osób      | %         |
| populacja                         | 25 456 | 100    | 13122   | 51,5    | 12334     | 48,5      |
| gęstość zaludnienia (mieszk./km²) | 251    | 251    | 129     | 129     | 122       | 122       |

## Sołectwa
Baranowo, Batorowo, Ceradz Kościelny, Chyby, Góra, Jankowice, Kokoszczyn, Lusowo, Lusówko, Przeźmierowo, Rumianek, Sady, Sierosław, Swadzim, Tarnowo Podgórne, Wysogotowo.

## Sąsiednie gminy
Buk, Dopiewo, Duszniki, Kaźmierz, Poznań, Rokietnica

## Miasta partnerskie
Według stanu na grudzień 2020, Tarnowo Podgórne współpracuje z 11 gminami:
- Bardo  Polska
- Cologno al Serio  Włochy
- Czorsztyn  Polska
- Fronreute  Niemcy
- Kamieniec Podolski  Ukraina
- Livani  Łotwa
- Noordenveld  Holandia
- Rohrdorf  Niemcy
- Soleczniki  Litwa
- Szemud  Polska
- Ukmerge  Litwa